# Симеон Столпник Старији
Свети Симеон Ветхи је био стилит, рођен око 389. године у селу Сис у малоазијској области Киликија, а преминуо 24. јула 459. године у месту Калат Симан.

## Житије
Житије на грчком језику је написао Симеонов ученик Антоније. Симеон је рођен у породици хришћана Сусотина и Марте. До осамнаесте године је био чобанин, а онда се замонашио у манастиру Теледа, где је врло брзо по побожности надмашио све калуђере и чак због претеране ревности једно време био избачен из монашког братства. Наиме, толико је био нехајан према свом телу да га је обмотавао ужетом од влакана палме које му је секло кожу и стварало ране које су гнојиле. Кратко време је живео у планини у неком бунару који је пресушио, потом у једној малој келији, а онда и на планини Калат Симан тако што је био прикован за стену. Тако је и привукао пажњу патријарха антиохијског Мелетија, утицајног човека у то доба, који га је убедио да дозволи ковачу да га ослободи окова. Патријарх Мелетије није једини кога је свети Симеон заинтересовао. У посету су му долазили људи из разних народа, као што су Арабљани, Персијанци и Јермени. Како би избегао да га додирују, Симеон је тражио да му се направи стуб на коме је стално боравио. Тих стубова је прављено још, да би тек пети био довољне висине која је износила шеснаест метара, а и око њега су биле постављене две камене ограде. Са стуба је проповедао, а ту се налазило и мало склониште које је Симеон користио за молитву. Симеон је стално постио, а обед му се састојао од воде и расквашеног сочива. Верници му приписују власт над животињама, чак и опасним попут тигра, али и пророчанске моћи. Такође, веровало се да је могао да преобрати окореле разбојнике.
Према сиријској верзији Симеоновог животописа, калуђер је имао велики утицај на политику цара Теодосија II (408-450) и касније цара Маркијана (450-457). Првог је приморао да укине едикт којим је Јеврејима вратио њихову некадашњу синагогу, а у коју су се у међувремену уселили хришћани. Такође, према неким изворима, спасао је од јереси монофизитизма цареву супругу Атенаиду-Евдокију.
Када је Симеон умро, његов ковчег су покушали да однесу покрштени Арабљани, али их је у томе спречио тада утицајни Ардабур, који је тело пребацио у престоницу византијске провинције Сирије, Антиохију. Светитељеве мошти су најпре биле положене у великој цркви, а кроз неколико година Антиохијани саградише цркву у име преподобног Симеона и пренеше у њу свете мошти његове.
Столп на којем се подвизавао свети Симеон подигнут је у сиријском месту Теланиса. На оном месту где бејаше стуб преподобног Симеона, би подигнута у његово име прекрасна крстолика црква и образован велики манастир.

## У уметности
Богослов Теодорит Кирски наводи да су Симеонове иконе биле чест детаљ у радионицама широм Византијског царства. У византијским црквама постоје многобројне представе Симеона старијег и млађег са кукуљачама, али је врло тешко одредити, посебно у каснијим периодима, који је тачно од њих двојице приказан.

## Празник
Српска православна црква слави га 1. септембра по црквеном, а 14. септембра по грегоријанском календару.